# Saint-Pardoux-Morterolles
Saint-Pardoux-Morterolles ist eine Gemeinde im Zentralmassiv in Frankreich. Sie gehört zur Region Nouvelle-Aquitaine, zum Département Creuse, zum Arrondissement Guéret und zum Kanton Bourganeuf. 

## Geographie
Sie grenzt im Nordwesten an Mansat-la-Courrière (Berührungspunkt), im Norden an Soubrebost, im Nordosten an Vidaillat, im Osten an Saint-Pierre-Bellevue, im Südosten an Royère-de-Vassivière, im Süden an Saint-Martin-Château, im Südwesten an Saint-Junien-la-Bregère und im Westen an Faux-Mazuras.

## Geschichte
Von 1940 bis 1942 war der vom NS-Regime verfolgte deutsche Jesuit Friedrich Muckermann, als niederländischer Priester getarnt, Pfarrer von Saint-Pardoux-Lavaud.
Die Gemeinden Saint-Pardoux-Lavaud und Morterolles fusionierten 1965 zu einer einzigen Gemeinde.

## Bevölkerungsentwicklung
| Jahr      | 1962 | 1968 | 1975 | 1982 | 1990 | 1999 | 2008 | 2013 |
| --------- | ---- | ---- | ---- | ---- | ---- | ---- | ---- | ---- |
| Einwohner | 399  | 366  | 286  | 254  | 254  | 242  | 213  | 212  |

## Sehenswürdigkeiten
- Kirche Saint-Pardoux aus dem 12. Jahrhundert, Monument historique
- Kirche Sainte-Anne-Saint-Sébastien aus dem 19. Jahrhundert

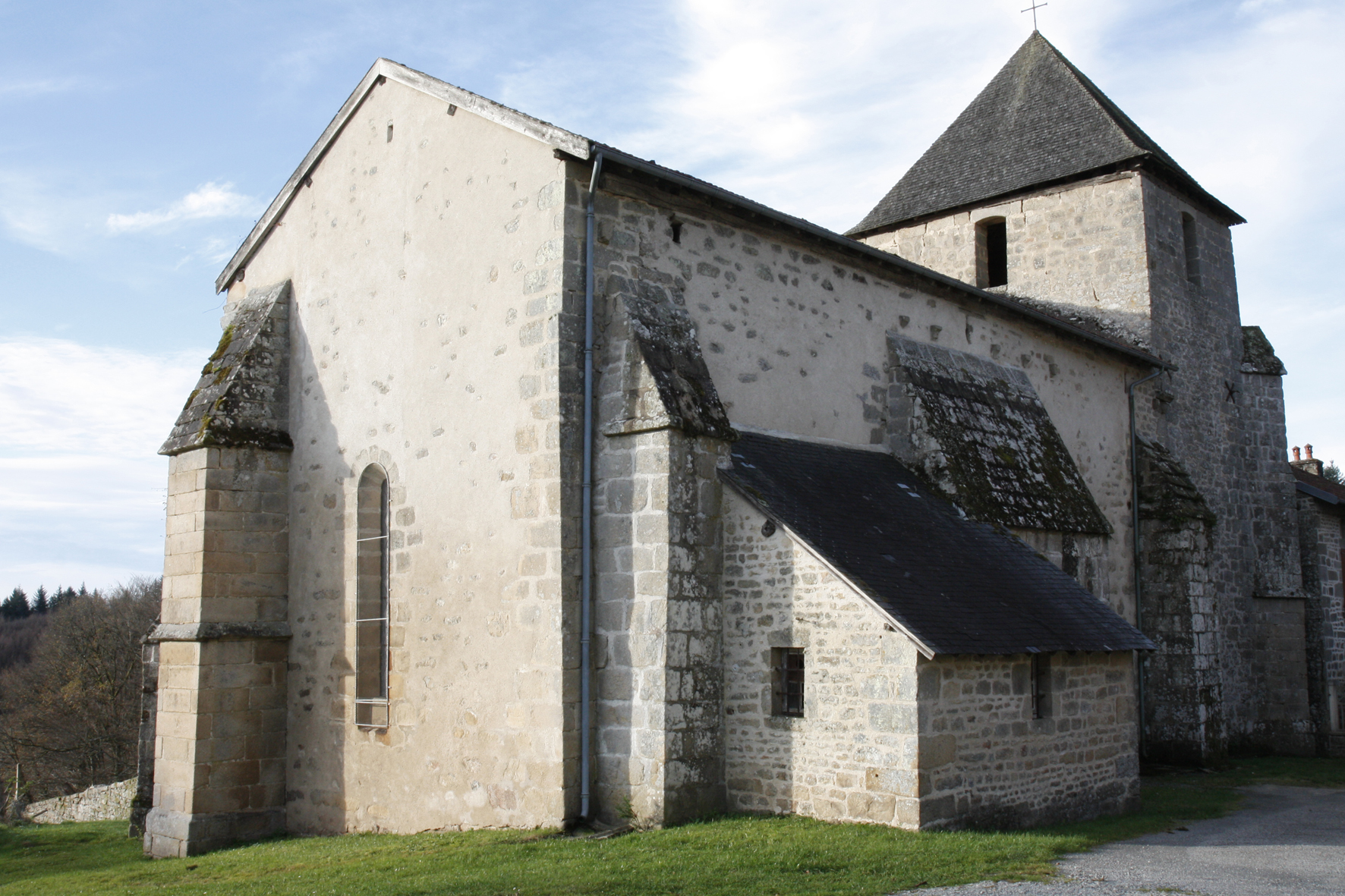
Kirche Saint-Pardoux